# Liber feudorum Ceritaniae

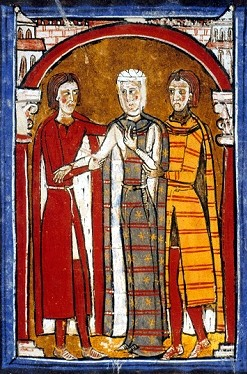
Bernard Aton Trencavel s dcerou a Gausfredem III. z Roussillonu (iluminace z knihy)

Liber feudorum Ceritaniae je pozemková kniha, do níž byly zaznamenávány léna hrabství Cerdanya, které v té době zahrnovalo i hrabství Roussillon a Conflent, spolu s feudálními povinnostmi hraběte a jeho vazalů. Je uchována v Archívu Aragonské koruny a skládá se z 272 listin na 379 stranách a nachází se v ní 32 barevných miniatur na zlatém pozadí. Původně byla pravděpodobně okopírována z části pozemkové knihy Liber feudorum maior, která je o několik desítek let starší, a k původnímu obsahu bylo dodáno dalších šest dokumentů. Většina listin se vztahuje k období let 1172 až 1176. Samotná kniha však byla sestavena až ve 13. století, nejpravděpodobněji mezi lety 1200 a 1209.